# Bomarea carderi
Bomarea carderi är en alströmeriaväxtart som beskrevs av Maxwell Tylden Masters. Bomarea carderi ingår i släktet Bomarea och familjen alströmeriaväxter. Inga underarter finns listade i Catalogue of Life.